# Wimpelpalpje
Het wimpelpalpje is een spinnensoort in de taxonomische indeling van de hangmatspinnen (Linyphiidae).
Het dier komt uit het geslacht Tallusia. Het wimpelpalpje werd in 1871 beschreven door Octavius Pickard-Cambridge.